# 海德冰川
海德冰川（英語：Hyde Glacier），是南極洲的冰川，位於埃爾斯沃思地，流經埃德森山，最終注入尤尼昂冰川，美國地質調查局根據測量和該國海軍的空中照片繪入地圖，現時由南極條約體系管理。